# Disulfure de sodium
Pour les articles homonymes, voir Sulfure de sodium (homonymie).
Le disulfure de sodium, ou disulfure de disodium, est un composé chimique obtenu au laboratoire, de formule Na2S2. Il peut lui-même être utilisé pour la synthèse de disulfures organiques et pour la réduction sélective des fonctions nitro. 
Le disulfure de sodium peut être préparé de différentes façons mais sa synthèse est délicate à réaliser, et il est souvent produit sous la forme d'un mélange avec d'autres polysulfures comme Na2S4 et Na2S5. 

## Synthèse
Les méthodes de synthèse les plus courantes sont la réduction du soufre par le sodium dans l'ammoniac liquéfié, la réaction du soufre et du sodium à 500 °C sous vide et le chauffage de Na2S4 dans l'éthanol absolu en présence de sodium sous atmosphère inerte. Il peut aussi être formé en petites quantités in situ en chauffant une solution aqueuse ou alcoolique de sulfure de sodium Na2S en présence de soufre élémentaire.